# Hạ Hoa Viên
Hạ Hoa Viên (giản thể: 下花园区; phồn thể: 下花園區; bính âm: Xiàhuāyuán Qū) là một khu (quận) thuộc thành phố Trương Gia Khẩu, tỉnh Hà Bắc, Trung Quốc.

### Nhai đạo
- Thành Trấn (城镇街道)
- Môi Khoáng (煤矿街道)

### Hương
- Hoa Viên (花园乡)
- Tân Trang (辛庄子乡)
- Định Phương Thủy (定方水乡)
- Đoạn Gia Bảo (段家堡乡)